# Campeonato Carioca de Futebol de 1954
O Campeonato Carioca de Futebol de 1954 foi a 56.ª edição deste certame. O torneio manteve a fórmula disputada no ano anterior, 2 turnos de 12 clubes e uma fase final de um turno com os 6 melhores clubes jogando todos contra todos.

## Classificação Final
| Pos. | Equipes       | Pts | J  | V  | E | D  | GP | GC | SG  |
| ---- | ------------- | --- | -- | -- | - | -- | -- | -- | --- |
| 1    | Flamengo      | 44  | 27 | 19 | 6 | 2  | 64 | 27 | 37  |
| 2    | America       | 40  | 27 | 17 | 6 | 4  | 59 | 27 | 32  |
| 3    | Bangu         | 37  | 27 | 15 | 7 | 5  | 66 | 40 | 26  |
| 4    | Vasco da Gama | 36  | 27 | 15 | 6 | 6  | 64 | 36 | 28  |
| 5    | Fluminense    | 33  | 27 | 13 | 7 | 7  | 67 | 43 | 24  |
| 6    | Botafogo      | 30  | 27 | 12 | 6 | 9  | 61 | 47 | 14  |
| 7    | São Cristóvão | 16  | 22 | 5  | 6 | 11 | 29 | 49 | –20 |
| 8    | Madureira     | 13  | 22 | 5  | 3 | 14 | 29 | 66 | –37 |
| 8    | Bonsucesso    | 13  | 22 | 4  | 5 | 13 | 23 | 44 | –21 |
| 10   | Olaria        | 11  | 22 | 4  | 3 | 15 | 36 | 57 | –21 |
| 10   | Portuguesa-RJ | 11  | 22 | 4  | 3 | 15 | 31 | 53 | –22 |
| 12   | Canto do Rio  | 10  | 22 | 3  | 4 | 15 | 29 | 69 | –40 |

## Premiação
| Campeonato Carioca de 1954      |
| ------------------------------- |
| Rio de Janeiro                  |
| Flamengo Bicampeão (12º título) |